# Lambert (Monaco)
Lambert von Monaco (* 1420; † 15. März 1494) aus der Familie der Grimaldi war Seigneur von Antibes und von 1457 bis 1494 Herr von Monaco.
Lambert war der Cousin von Catalano von Monaco und wurde von diesem testamentarisch mit dessen Tochter Claudine Grimaldi (1451–1515) verheiratet.
Nach Catalanos Tod entbrannte ein Streit um die Herrschaft in Monaco. Lambert beanspruchte sie als designierter Ehemann der Alleinerbin für sich, aber auch die Mutter Catalanos Pomelline versuchte, die Macht an sich zu reißen. Sie paktierte gegen Lambert mit dem Dogen von Genua Peter Fregoso, um Lambert ermorden zu lassen. Dieser erhielt Schutz vom französischen König und dem König der Provence, musste diesen jedoch dafür ein Vorkaufsrecht auf Monaco einräumen.
Am 16. März 1458 übertrugen die führenden Familien Monacos Lambert die Herrschaft im Namen seiner Verlobten. Pomelline musste Monaco verlassen. In den Jahren 1459, 1460 und 1466 versuchte sie erneut, die Macht in Monaco an sich zu reißen, scheiterte aber mit ihren Versuchen.
Am 29. August 1465 fand die Hochzeit zwischen Lambert, Seigneur von Antibes und der 14-jährigen „Dame de Monaco“ Claudine  in Ventimiglia statt.
Lambert baute im Laufe seiner Herrschaft eine eigene Verteidigungstruppe für Monaco auf. Er verfügte – unter anderem durch die Renten auf Menton und Roquebrune – über stattliche Einnahmen, die er vom Herzog von Savoyen erhielt.
Am 25. Februar 1482 stellte Karl VIII. von Frankreich das Lehnsgut Monaco ohne jegliche feudale Unterwerfung unter seinen persönlichen Schutz – eine Art Protektorat, was im damaligen internationalen Recht eine Neuerung war. Dieses enge Bündnis zu Frankreich sollte bis ins 20. Jahrhundert Bestand haben. Die Verbindung zu Genua, der ursprünglichen Heimat der Grimaldi, wurde damit endgültig gelöst.
Im Jahr 1483 machte Claudine eine Schenkung, in welcher sie als eigentliche Erbin von Monaco ihre Ansprüche und Besitztümer auf ihren Mann Lambert und ihre Söhne übertrug.
Das Ehepaar hatte 15 Kinder, darunter acht Söhne. Der älteste Sohn Jean II. (1468–1505) übernahm nach Lamberts Tod die Herrschaft über Monaco, der drittälteste Sohn Lucien (1481–1523) folgte seinem Bruder 1505. Ein weiterer Sohn Augustin Grimaldi wurde Bischof von Grasse und übernahm nach Luciens Tod die Herrschaft über Monaco.
| Vorgänger | Amt                       | Nachfolger |
| --------- | ------------------------- | ---------- |
| Catalano  | Herr von Monaco 1457–1494 | Jean II.   |

| Personendaten    | Personendaten                                     |
| ---------------- | ------------------------------------------------- |
| NAME             | Lambert                                           |
| ALTERNATIVNAMEN  | Lambert von Monaco                                |
| KURZBESCHREIBUNG | Seigneur von Antibes, Herr von Monaco (1457–1494) |
| GEBURTSDATUM     | 1420                                              |
| STERBEDATUM      | 15. März 1494                                     |